# Rhodostrophia jacularia
Rhodostrophia jacularia là một loài bướm đêm trong họ Geometridae.